# Kowal (gromada)
Kowal – dawna gromada, czyli najmniejsza jednostka podziału terytorialnego Polskiej Rzeczypospolitej Ludowej w latach 1954–1972.
Gromady, z gromadzkimi radami narodowymi (GRN) jako organami władzy najniższego stopnia na wsi, funkcjonowały od reformy reorganizującej administrację wiejską przeprowadzonej jesienią 1954 do momentu ich zniesienia z dniem 1 stycznia 1973, tym samym wypierając organizację gminną w latach 1954–1972.
Gromadę Kowal z siedzibą GRN w mieście Kowalu (nie wchodzącym w jej skład) utworzono – jako jedną z 8759 gromad na obszarze Polski – w powiecie włocławskim w woj. bydgoskim, na mocy uchwały nr 24/17 WRN w Bydgoszczy z dnia 5 października 1954. W skład jednostki weszły obszary dotychczasowych gromad Dębniaki, Grodztwo Kowal, Kukawy (wieś południowa) i Rakutowo ze zniesionej gminy Kowal oraz obszar dotychczasowej gromady Kukawy (wieś północna) ze zniesionej gminy Dobiegniewo w tymże powiecie. Dla gromady ustalono 23 członków gromadzkiej rady narodowej.
31 grudnia 1959 do gromady Kowal włączono wsie Grabkowo, Bogusławice, Dąbrówka Połajewska, Ossóweczek i Grabkowo Poduchowne oraz miejscowości Bogusławice Folwark, Czerniewiczki Parcele, Czerniewiczki Folwark, Ossówek Folwark, Grabkowo Folwark, Dziardonica Parcele, Dąbrówka AB i Dąbrówka C ze zniesionej gromady Grabkowo w tymże powiecie; z gromady Kowal wyłączono natomiast grunty stanowiące własność skarbu Państwa o nazwie Grodztwo Kowal-Folwark (17,44 ha) oraz część gruntów o nazwie Probostwo (3,92 ha), włączając je do miasta Kowala w tymże powiecie.
1 stycznia 1961 z gromady Kowal wyłączono (a) oddziały leśne nr nr 147, 168, 189, 210, 231, 252, 253 i część oddziałów leśnych nr nr 148, 169, 190, 211, 232, 233, 234 o ogólnej powierzchni 241 ha, włączając je do gromady Nakonowo, (b) grunty wsi Plantoszczyzna położone między oddziałami leśnymi nr nr 91 i 102, część oddziałów leśnych nr nr 80, 91, 92, 103, 117, 131 i oddziały leśne nr nr 102, 116, 130 o ogólnej powierzchni 135 ha, włączając je do gromady Modzerowo oraz (c) część oddziałów leśnych nr nr 138, 159, 180, 201 (wchodzących w skład nadleśnictwa Czarne) o powierzchni 36 ha, włączając je do gromady Smólnik – w tymże powiecie.
31 grudnia 1961 do gromady Kowal włączono wieś Dobrzelewice, Strzały, Więsławice i kolonia Więsławice oraz miejscowości Dobrzelewiczki i Zakrzewiec ze zniesionej gromady Więsławice w tymże powiecie.
1 stycznia 1969 z gromady Kowal wyłączono grunty o powierzchni ogólnej 35,60 ha, włączając je do miasta Kowala w tymże powiecie; do gromady Kowal z Kowala włączono natomiast grunty rolne o powierzchni ogólnej 680,50 ha oraz sołectwa Przydatki Gołaszewskie, Warząchewka Królewska i Warząchewka Polska ze zniesionej gromady Nakonowo – w tymże powiecie.
1 stycznia 1970 z gromady Kowal (retroaktywnie) wyłączono wieś Warząchewka Nowa o ogólnej powierzchni 139,11 ha, włączając ją do gromady Kruszynek w tymże powiecie.
1 stycznia 1972 do gromady Kowal włączono sołectwa Nakonowo, Kępa Szlachecka i Gołaszewo ze zniesionej gromady Czerniewice oraz sołectwo Unisławice ze zniesionej gromady Kłóbka w tymże powiecie.
Gromada przetrwała do końca 1972 roku, czyli do kolejnej reformy gminnej. 1 stycznia 1973 w powiecie włocławskim reaktywowano gminę Kowal.